# Nobilität

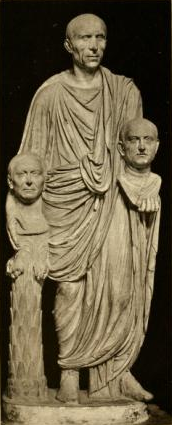
Ein Angehöriger der römischen Nobilität mit Büsten seiner Ahnen.

Als Nobilität (von lateinisch nobilitas ‚Berühmtheit‘) wird in der Forschung die Führungsschicht der mittleren und späten römischen Republik sowie der Prinzipatszeit bezeichnet, die sich nach dem Abschluss der „Ständekämpfe“ herausbildete. Als nobilis (Plural: nobiles) bezeichneten die Römer selbst einen Angehörigen jener Aristokratie, die durch Bekleidung wichtiger öffentlicher Ämter Bekanntheit, eben nobilitas, erreicht hatte.
Nachdem sich im archaischen Rom zunächst ein erbliches Patriziat gebildet hatte, wurde diese ständisch organisierte Führungselite bald von führenden Plebejern herausgefordert. Sie erlangten in den Ständekämpfen bis 287 v. Chr. nach und nach die politische Gleichberechtigung mit den erbadligen Geschlechtern. Die wichtigsten Meilensteine dieser Auseinandersetzung waren die Lex Canuleia (445 v. Chr., Plebejer durften Patrizier heiraten), die Leges Liciniae Sextiae (367 v. Chr., Plebejern wurde der Zugang zum Konsulat erlaubt), die Lex Ogulnia (um 300 v. Chr., Plebejer erhielten Zugang zu den wichtigsten Priesterämtern) und schließlich die Lex Hortensia (287 v. Chr., die Beschlüsse der Plebejer erhielten auch für Patrizier Gesetzeskraft). Patrizier und diejenigen plebejischen Familien, die in die höchsten Staatsämter gelangten, bildeten nun die patrizisch-plebejische Aristokratie, die Nobilität.
Von Matthias Gelzer und in seiner Folge von der Mehrheit der heutigen Althistoriker werden als Nobilität üblicherweise die Angehörigen der Senatsaristokratie bezeichnet, die mindestens einen Konsul oder Censor unter ihren direkten Vorfahren hatten. Andere Definitionen gehen hingegen von einem beliebigen kurulischen Magistraten unter den Vorfahren aus; diese Sicht geht vor allem auf Theodor Mommsen zurück und wird auch heute noch von einigen Forschern geteilt. Doch zumindest in der späten Republik und im Prinzipat galten wohl nur direkte Nachfahren von Konsuln als nobiles.
Wer zu den nobiles gehörte, war allerdings weder verbindlich geregelt noch exakt definiert, da Abstammung in der römischen Gesellschaft nie ausreichte, um sozialen Status zu begründen. Die individuellen Leistungen waren mindestens ebenso wichtig und gerade für den Führungsanspruch der Nobilität entscheidend. Die Nachfahren eines Konsuls konnten in Bedeutungslosigkeit versinken, wenn es ihnen nicht gelang, sich im Dienst für den Staat zu bewähren (hier blieben Patrizier allerdings im Vorteil). Zudem weist die moderne Forschung darauf hin, dass soziale Gruppen niemals exakt abgegrenzt sind. Die politisch aktiven Nachfahren von Konsuln galten am ehesten als nobiles, doch gab es Ausnahmen von dieser nie offiziell formulierten Regel.
Die Nobilität bildete im Unterschied zu den Patriziern keinen Erbadel und sie war, zumindest bis zum Ende der res publica libera, keine rechtlich definierte Gruppe. Ihre Mitglieder folgten einem meritokratischen Verhaltenskodex, der insbesondere durch das Bemühen, Ruhm und Ehre der eigenen gens durch den Dienst an der res publica zu mehren, geprägt war. Für einen jungen nobilis war es in der Regel selbstverständlich, eine Karriere als Senator anzustreben und sich um jene öffentlichen Ämter zu bemühen, die ihm den Zugang zum Senat ermöglichten. Nur wer vom Volk in ein wichtiges Amt gewählt worden war, sich darin bewährt hatte und anschließend in den Senat aufgenommen wurde, durfte eine herausragende Position in der Republik beanspruchen. Bis zum Eintritt in den Senat waren daher auch die jungen nobiles formal nur Ritter – equites. Dies änderte erst Augustus, der einen erblichen Senatorenstand (ordo senatorius) schuf.

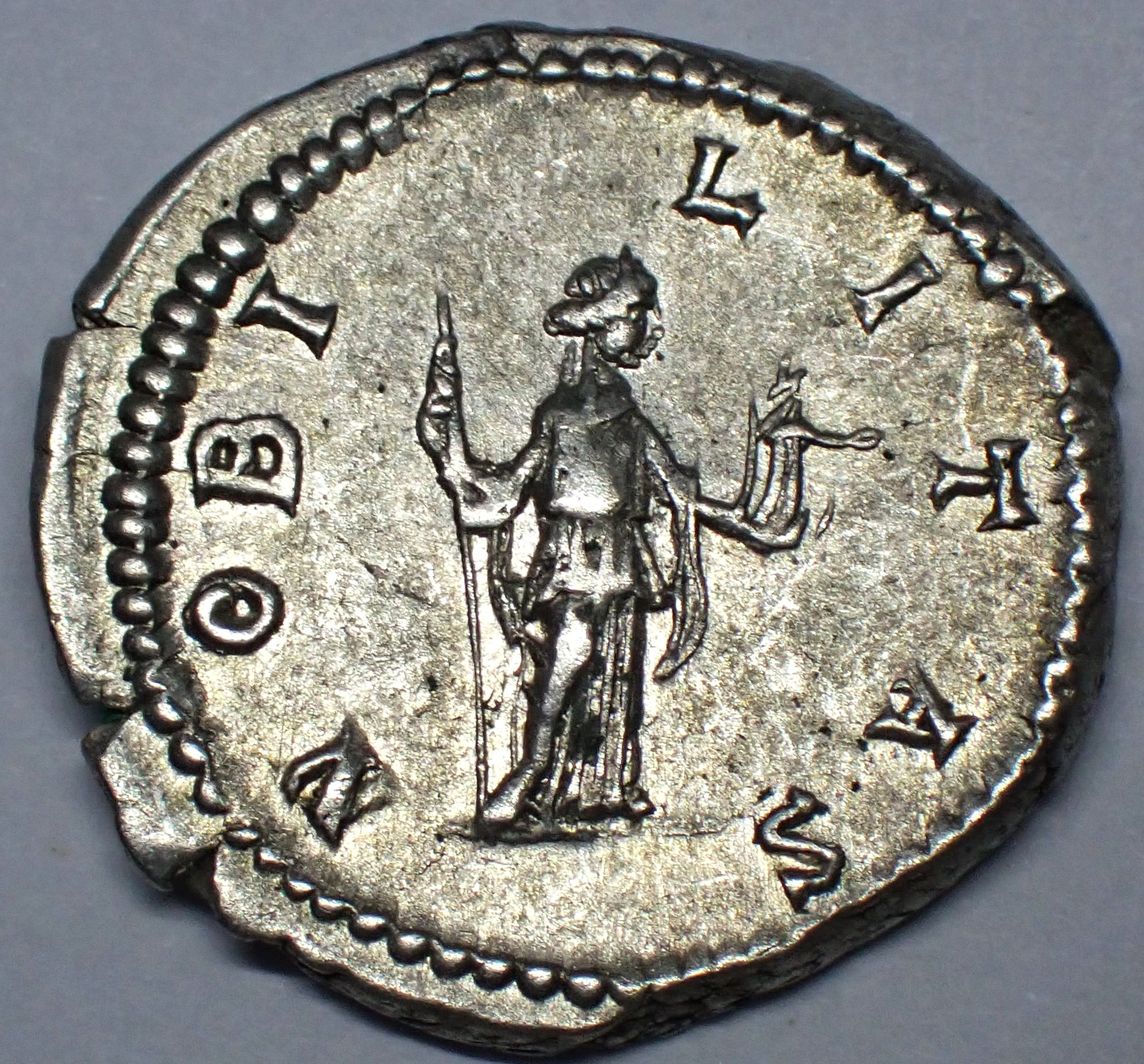
Die personifizierte Nobilitas auf der Rückseite eines Denars für Kaiser Geta.

Wie groß der Einfluss der Nobilität innerhalb der Römischen Republik war, ist in der jüngeren Forschung umstritten. Als Extremposition vertrat Fergus Millar die Auffassung, Rom sei während der Zeit der Republik im Grunde eine – keineswegs von einer kleinen Oligarchie dominierte – Demokratie gewesen. Die große Mehrheit der Forscher nimmt allerdings an, dass die Nobilität faktisch die Politik in Rom bestimmte, auch wenn der Einfluss der übrigen Bürger de iure erheblich war: Das römische Volk folgte in der Regel dem vor allem in Senatsbeschlüssen ausgedrückten Willen der Nobilität. Man nimmt an, es sei daher darum gegangen, immer wieder Konsens zu demonstrieren und das Volk seiner Bedeutung zu versichern, während die politische Partizipation der gewöhnlichen römischen Bürger faktisch sehr gering gewesen ist. Egon Flaig spricht in diesem Zusammenhang von „ritualisierter Politik“. Nur wenn die Nobilität außerstande war, nach außen Einigkeit zu demonstrieren, und daher mit gegensätzlichen Vorschlägen vor das Volk trat, wuchs die politische Bedeutung der einfachen Bürger.
Wie jede Aristokratie war auch die römische stets von interner Konkurrenz geprägt. Es galt, die anderen nobiles möglichst zu übertreffen. Felder, in denen man sich auszeichnen konnte, waren eine Tätigkeit als Priester, ein erfolgreiches Agieren als Patron möglichst vieler Klienten, öffentliche Auftritte als Redner vor Gericht oder vor den Volksversammlungen sowie in zunehmendem Maße ein Agieren als Feldherr. Typisch für Rom war dabei, dass letztlich die römischen Bürger, der populus Romanus, die Hierarchie innerhalb der Nobilität bestimmten, indem sie Personen in wichtige Ämter wählten – oder eben nicht. Vor allem nach dem Sieg über Hannibal und dem Ausgreifen Roms gen Osten eskalierte die Rivalität innerhalb der Oberschicht im 2. und 1. Jahrhundert aber immer mehr. Es war nicht zuletzt dieser Konkurrenzkampf, der nach Ansicht vieler Althistoriker schließlich die Standessolidarität zunichtemachte, indem besonders erfolgreiche nobiles wie Sulla, Marius, Pompeius und Caesar den Rahmen gänzlich sprengten, Bürgerkriege gegeneinander führten und letztlich das System zerstörten.
In der späten Republik ließen sich viele Angehörige der Nobilität grob zwei Gruppen zuordnen: Den Optimaten und den Popularen. Dies waren keine Parteien im modernen Sinne; sie unterschieden sich weniger in ihren Zielen als in ihren Methoden. Die Optimaten stützten sich bei der Verwirklichung ihrer politischen Projekte auf den Senat, in dem sie die Mehrheiten kontrollierten. Sie standen damit im Gegensatz zu den Popularen, die ebenfalls nobiles waren, ihre Ziele aber mit Hilfe des Volkes, der plebs, durchsetzen wollten, da sie unter ihren Standesgenossen im Senat keine Mehrheit fanden. Der Konflikt zwischen Optimaten und Popularen wird in der modernen Forschung als Ausdruck der eskalierenden Rivalität innerhalb der Nobilität verstanden, wobei gerade die reichsten und mächtigsten Protagonisten in einen Gegensatz zur Senatsmehrheit gerieten und sich daher oft der popularen Methode bedienten.
Ein direkter Aufstieg eines Nicht-Senators in die Nobilität, lange Zeit nicht ungewöhnlich, gelang in der späten Republik nur noch wenigen homines novi („neuen Männern“) wie Gaius Marius oder Cicero. Um diese Zeit dominierte eine Gruppe von etwa 30 patrizischen und plebejischen Familien (wie den Claudii, den Cornelii, den Licinii, den Aemilii, den Caecilii Metelli, den Calpurnii oder den Iulii) die res publica. In den Bürgerkriegen unterlag die Senatsmehrheit schließlich ehrgeizigen Einzelnen wie Caesar und Octavian.
In den Bürgerkriegen des 1. Jahrhunderts v. Chr. musste die Nobilität der Römischen Republik einen besonders hohen Blutzoll entrichten. Aber auch nach dem Ende der freien res publica und der Errichtung des Prinzipats unter Augustus stellte die Nobilität, der nun zunehmend andere Familien angehörten, noch über Jahrhunderte die politische, ökonomische und soziale Elite des Imperium Romanum dar. Während der „Reichskrise des 3. Jahrhunderts“ nahm ihre politische Bedeutung dann zwar noch weiter ab, doch im Grunde ging die weströmische Senatsaristokratie erst in der ausgehenden Spätantike, nach den Gotenkriegen des 6. Jahrhunderts, unter. Nobilis blieb bis in diese Zeit die Bezeichnung für einen römischen Aristokraten. Die meisten alten republikanischen Familien waren allerdings bereits um 100 n. Chr. ausgestorben – wenn sich später noch Familien wie die Anicii auf ältere Wurzeln beriefen, war dies wahrscheinlich nur noch eine Fiktion, die allenfalls durch Adoptionen gerechtfertigt gewesen war.